# Club Deportivo Nacional de Madrid
El Club Deportivo Nacional de Madrid fou un club de futbol de la ciutat de Madrid. Durant la temporada 1932-33 s'anomenà Club Deportivo Madrid.
Va ser fundat l'any 1924. Va jugar durant dues temporades a la segona divisió espanyola. L'any 1939 desaparegué.
Evolució del nom:
- 1924-1932: CD Nacional
- 1932-1933: CD Madrid
- 1933-1939: CD Nacional

## Temporades
| Temporada | Nivell | Divisió    | Posició | Copa del Rei |
| --------- | ------ | ---------- | ------- | ------------ |
| 1929/30   | 3      | 3a Divisió | 2n      |              |
| 1930/31   | 3      | 3a Divisió | 5è      |              |
| 1931/32   | 3      | 3a Divisió | 1r      | 1/8 de final |
| 1932/33   | 3      | 3a Divisió | 2n      |              |
| 1933/34   | 3      | 3a Divisió | 6è      |              |
| 1934/35   | 2      | 2a Divisió | 5è      |              |
| 1935/36   | 2      | 2a Divisió | 6è      |              |

## Palmarès
- Tercera Divisió Espanyola: 1931/32
- Copa de Castella: 1934
- Campionat de Castella Aficionat: 1930/31
- Campionat Regional Centre de Segona Categoria: 1926/27